# Willoughby Hamilton
Willoughby Hamilton (født James Willoughby "Willoby" Hamilton 9. december 1864 i Monasterevin - 27. september 1943 i Dublin) var en irsk tennis- og fodboldspiller.
Hamilton vandt herresingleturneringen ved Wimbledon-mesterskaberne i 1890, hvor han besejrede William Renshaw i fem sæt og dermed blev den første irske spiller, der vandt turneringen. Året før havde han vundet både det nordengelske og det irske tennismesterskab, og i sidstnævnte turnering vandt han over den seksdobbelte Wimbledon-mester, William Renshaw, i all comers-finalen for efterfølgende at besejre hans bror Ernest Renshaw i udfordringsrunden. Det gjorde ham til en af favoritterne til at vinde Wimbledon-titlen i 1889, men han tabte i semifinalen i fem sæt til Harry Barlow. Hamilton forsvarede ikke sin Wimbledon-titel i 1891.
Han bliver af mange rangeret som verdens bedste i perioden 1889-90. 